# Centre per a les Llibertats Civils (Ucraïna)
El Centre per a les Llibertats Civils (ucraïnès: Центр Громадянських Свобод) és una organització de drets humans dirigida per l'advocada ucraïnesa Oleksandra Matviichuk. Es va fundar a Kíiv el 30 de maig del 2007.
L'organització va ser guardonada amb el Premi Nobel de la Pau 2022, juntament amb Ales Bialiatski i l'organització russa Memorial. Aquest va ser el primer premi Nobel concedit a un ciutadà o organització ucraïnesa.
L'organització es dedica a introduir esmenes legislatives en un intent de fer que Ucraïna sigui més democràtica i millorar el control públic de les forces de l'ordre i del poder judicial. Un dels objectius de lorganització és l'actualització del Codi Penal d'Ucraïna. L'organització també lidera campanyes internacionals per alliberar persones empresonades il·legalment a Rússia i a les zones ocupades de Crimea i Donbàs. El Centre per a les Llibertats Civils també va documentar els crims de guerra russos durant la invasió russa d'Ucraïna el 2022. El Comitè Noruec del Nobel va afirmar el 2022 que l'organització estava "exercint un paper pioner a l'hora de fer que els culpables rendeixin comptes dels seus crims".